# Olga Elia
Olga Elia   (Nocera Inferiore, 20 d'abril de 1902 - Torre Annunziata, 3 de juny de 1977) va ser una arqueòlega italiana, que també va treballar com a funcionària i gestora del Ministeri de Patrimoni Cultural.

## Biografia
Graduada l'any 1924 a Nàpols, va ensenyar com a professora de secundària a Ravenna i Campobasso durant uns anys, abans de ser convocada a l'aleshores Superintendencia d'Antiguitats de Campània i Molise.
En aquests anys, per encàrrec del superintendent Amedeo Maiuri, va col·laborar en la catalogació sistemàtica de les pintures murals de Pompeia, en la reorganització de diverses col·leccions del Museu Arqueològic Nacional de Nàpols i de l'Antiquarium pompeià i va seguir les excavacions a Pompeia.
L'any 1933 va entrar definitivament a les funcions del Ministeri i, a partir de 1940, se li va encarregar la direcció de les excavacions de Pompeia, càrrec que va ocupar fins que va ser destituïda sobtadament, per causes mai explicades, el juny de 1960.
A partir del 1r de desembre de 1961 va ser nomenada superintendenta de la Superintendencia del Patrimoni Arqueològic de Ligúria, ofici que d'aquesta manera va recuperar la seva autonomia al cap d'una dècada aproximadament. Com a superintendenta, la seva tasca es va centrar sobretot en la zona de Luni, culminant amb la inauguració, el 18 de juliol de 1964, del nou Museu Arqueològic Nacional de Luni. També són importants les excavacions a Bocca di Magra, a Ameglia, que van treure a la llum una vil·la romana.
Després de la jubilació, l'any 1967, es dedicà a la docència, activitat que ja havia exercit en anys anteriors, ocupant la càtedra d'Arqueologia grega i romana i Història de l'Art de la Universitat de Bari, fins al 1972.
Membre de l'Acadèmia d'Arqueologia, Lletres i Belles Arts de Nàpols, corresponsal de la Acadèmia Pontifícia d'Arqueologia i membre de l'Institut Arqueològic Alemany, va ser guardonada amb la Medalla de Plata per la Cultura del Ministeri d'Educació i Cavaller al Mèrit de la República.